# L'Aventure de l'appartement bon marché
Pour les articles homonymes, voir L'Aventure de l'appartement bon marché (téléfilm) et The Adventure of the Cheap Flat.
L'Aventure de l'appartement bon marché (The Adventure of the Cheap Flat), parfois titrée Un appartement trop bon marché, est une nouvelle policière d'Agatha Christie mettant en scène le détective belge Hercule Poirot.
Initialement publiée le 9 mai 1923 dans la revue The Sketch au Royaume-Uni, cette nouvelle a été reprise en recueil en 1924 dans Poirot Investigates au Royaume-Uni. Elle a été publiée pour la première fois en France dans le journal Marianne le 2 septembre 1936, puis dans le recueil Les Enquêtes d'Hercule Poirot en 1968.

## Résumé
Hastings apprend que l'amie d'un ami vient de prendre en location un appartement situé dans un quartier cossu à un très faible prix. Informé de l'anecdote, Poirot est intrigué. Il découvre que le couple Robinson a pu louer ce logement car il porte le même nom qu'une espionne internationale poursuivie par la mafia. Ainsi l'espionne, qui a donné en location le logement, recherchait des locataires appelés spécifiquement « Robinson » afin qu'ils soient tués à sa place !

## Personnages
- Hercule Poirot
- Le capitaine Hastings
- L'inspecteur japp

## Publications
Avant la publication dans un recueil, la nouvelle avait fait l'objet de publications dans des revues, dans la série « The Grey Cells of M. Poirot I » :
- le 9 mai 1923, au Royaume-Uni, dans le no 1580 (vol. 122) de la revue The Sketch[1],[2] ;
- en mai 1924, aux États-Unis, sous le titre « The Hunter's Lodge Case », dans le no 1 (vol. 39) de Blue Book Magazine[1] ;
- le 2 septembre 1936, en France, sous le titre « L'appartement no 4 », dans le no 202 du journal Marianne[3] ;
- le 10 janvier 1940, en France, sous le titre « L'appartement no 4 », dans le no 566 de la revue Ric et Rac[3].

La nouvelle a ensuite fait partie de nombreux recueils :
- en 1924, au Royaume-Uni, dans Poirot Investigates[1],[4] (avec 10 autres nouvelles) ;
- en 1925, aux États-Unis, dans Poirot Investigates[1] (avec 13 autres nouvelles, soit 3 supplémentaires par rapport au recueil britannique) ;
- en 1968, en France, dans Les Enquêtes d'Hercule Poirot (recueil ne reprenant que 9 des 11 nouvelles du recueil britannique)
(réédité en 1990 sous le titre « Un appartement trop bon marché » dans le cadre de la collection « Les Intégrales du Masque »).

## Adaptations
- 1990 : L'Aventure de l'appartement bon marché (The Adventure of the Cheap Flat), téléfilm britannique de la série télévisée Hercule Poirot (17e épisode, 2.07), avec David Suchet dans le rôle principal.
- 2004 : The Riddle of the Cheap Flat, épisode de la série animée japonaise Agatha Christie's Great Detectives Poirot and Marple.